# Lagerstroemia inopinata
Lagerstroemia inopinata är en fackelblomsväxtart som beskrevs av Caetano Xavier Furtado och Montien. Lagerstroemia inopinata ingår i släktet Lagerstroemia och familjen fackelblomsväxter. Inga underarter finns listade i Catalogue of Life.